# Germaine de Roton
Marie Germaine de Roton (née à Beaujeu le 25 mars 1889 et morte à Bron le 16 août 1942) est une sculptrice, peintre, pastelliste et graveur française de la première moitié du XXe siècle.

## Biographie
Germaine de Roton est née à Beaujeu le 25 mars 1889 dans une famille issue de la noblesse de l'Empire. Second enfant du comte Savinien Félix de Roton, alors receveur général des finances, et de Julie Marguerite Madeleine Brun de Villeret, petite-fille de Louis Bertrand Pierre Brun de Villeret, elle est initiée à l'art par sa mère qui peignait et copiait des tableaux de maîtres, notamment ceux d'Antoine Watteau.
Durant sa jeunesse, sa famille déménage de nombreuses fois au gré des mutations professionnelles de son père : à Vienne (Isère) en 1894 ; à Épinal en 1905 ; Saint-Étienne en 1910 et à Lyon en 1915 de manière définitive.
Elle épouse en 1922 Charles Toussaint et se sépare deux mois après. Elle est internée sans son consentement le 2 juin 1930, à la demande de son père et sur avis de son psychiatre, au Centre hospitalier Le Vinatier de Bron, où elle meurt le 16 août 1942. 

### Formation
Germaine de Roton n'a pas suivi un long apprentissage auprès de maîtres, elle s'est surtout formée elle-même, animée par sa propre imagination et son désir de création.
C'est à Saint-Étienne vers 1910 qu'elle reçoit l'essentiel de son apprentissage artistique en suivant les cours de Joseph Lamberton. Ses premières œuvres connues, telles que le pastel Paysanne de Rochetaillée de 1911 conservée par sa famille ou encore celui de la chapelle à le Malzieu, ont des factures proches des tableaux de Lamberton. Il est probable que ce dernier l'ait initié à l'art du portrait avant de perfectionner ce genre en suivant les enseignements de Paul Aubert, portraitiste lyonnais, un ou deux ans avant que celui-ci ne décède en 1912. Sous l'influence de ces deux maîtres, ses œuvres entre 1913 et 1915 sont surtout des portraits.
Deux thèmes émergent principalement dans son art : la religion dont on peut citer une Vierge de 1918 et la danse notamment inspirée par la compagnie des Ballets russes qui s'est produite à Lyon en 1913 et 1921 lors de leur tournée internationale de 1909 à 1929.

### Carrière artistique
Germaine de Roton commence à exposer au Salon de la Société lyonnaise des Beaux-Arts en 1913 où elle présente notamment un portrait de Myriam en plâtre et un portrait de Jeanne en bronze. Il est probable qu'elle puisait ses modèles auprès de son entourage familial et de ses amies. La facture très fine et ressemblante de ses rendus, dans la lignée de Carpeaux et Rodin, lui vaudra une mention honorable du salon pour Myriam.
Suit alors un cycle régulier de présentation aux salons pour l'artiste. En 1914, elle présente l'un de ses rares pastels identifiés, Les papillons noirs. En 1917, deux plâtres, un petit buste en bronze ainsi que des esquisses en terres cuites. Les cinq années d'après-guerre sont les plus importantes en termes de production. En 1918, elle expose pour la première fois au Salon d'automne de Lyon avec plusieurs terres cuites dont Le Doute ainsi que six pastels, deux monotypes et deux coupe-papiers en bois. Au salon d'automne de 1921, elle présente pas moins de 21 pastels, 16 monotypes et 21 sculptures.
L'État acquiert plusieurs œuvres de l'artiste entre 1919 et 1924 : L'idée Fixe en 1919, La jeune fille agenouillée en 1919, La Danse funèbre en 1921 et deux poupées en 1924. Les œuvres sont toutes déposées au Musée des Beaux-Arts de Lyon selon le principe du dépôt d'État.
L'année 1921 est la plus importante de sa carrière puisque deux expositions temporaires lui sont consacrées : une à Paris à la Galerie Simonson, du 21 février au 5 mars, où sont présentés 11 terres cuites, 3 dessins, 1 plâtre ainsi qu'un petit buste patiné en étain et l'autre à Lyon, en octobre, à la galerie Saint-Pierre.

## Œuvres

### Galerie

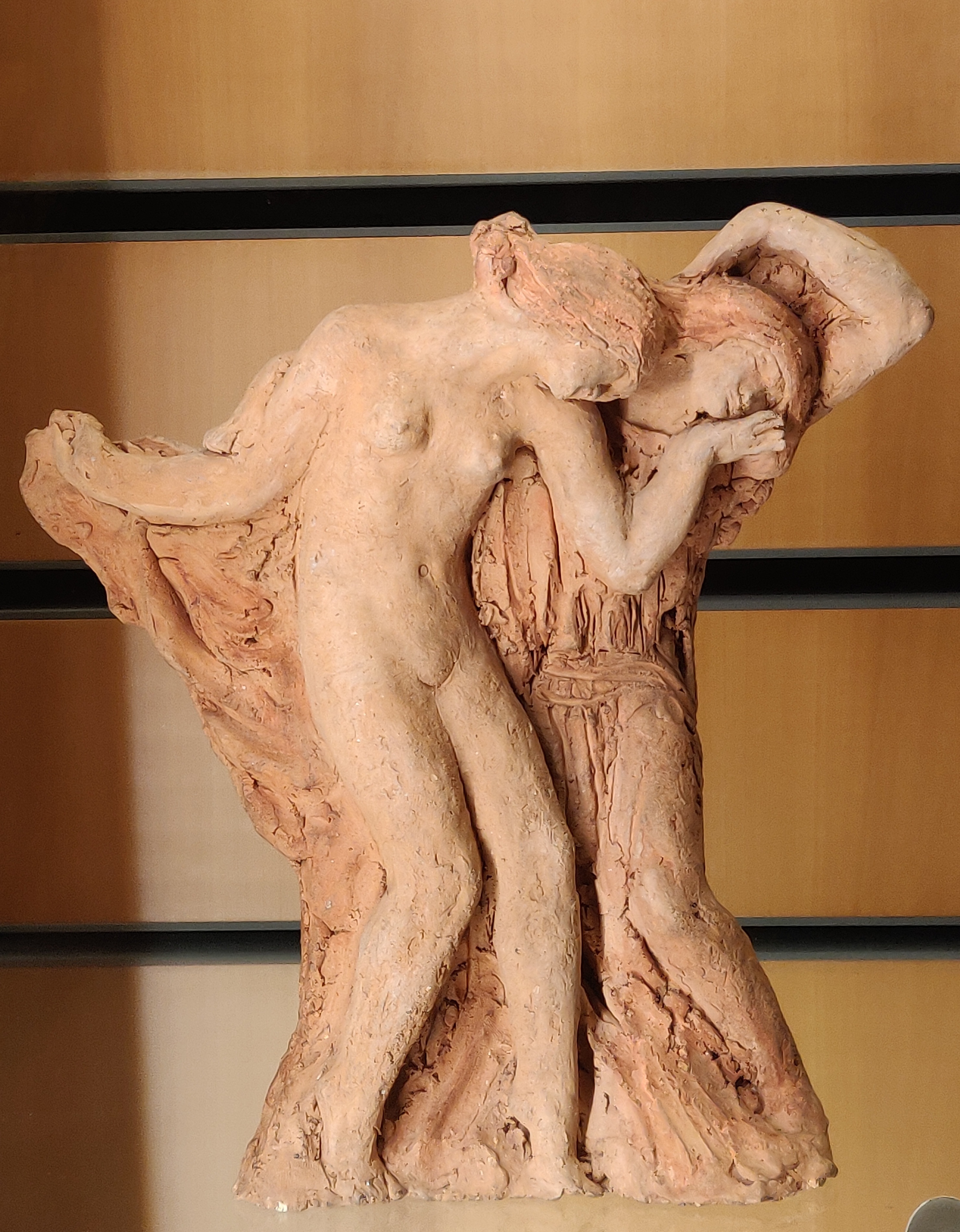
La danse funèbre salle des objets d'art du Musée des Beaux-Arts de Lyon.
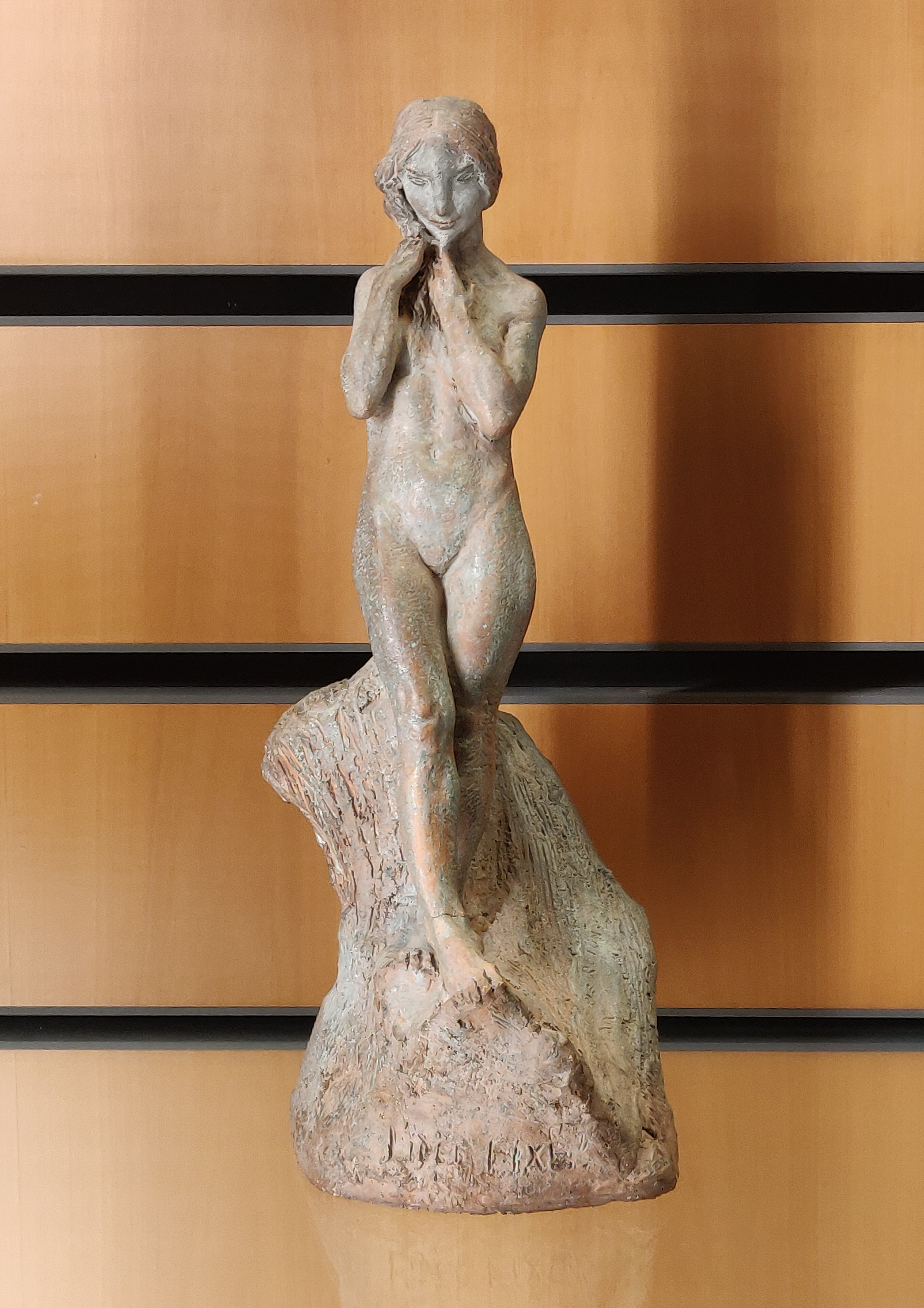
L'idée fixe salle des objets d'art du Musée des Beaux-Arts de Lyon.
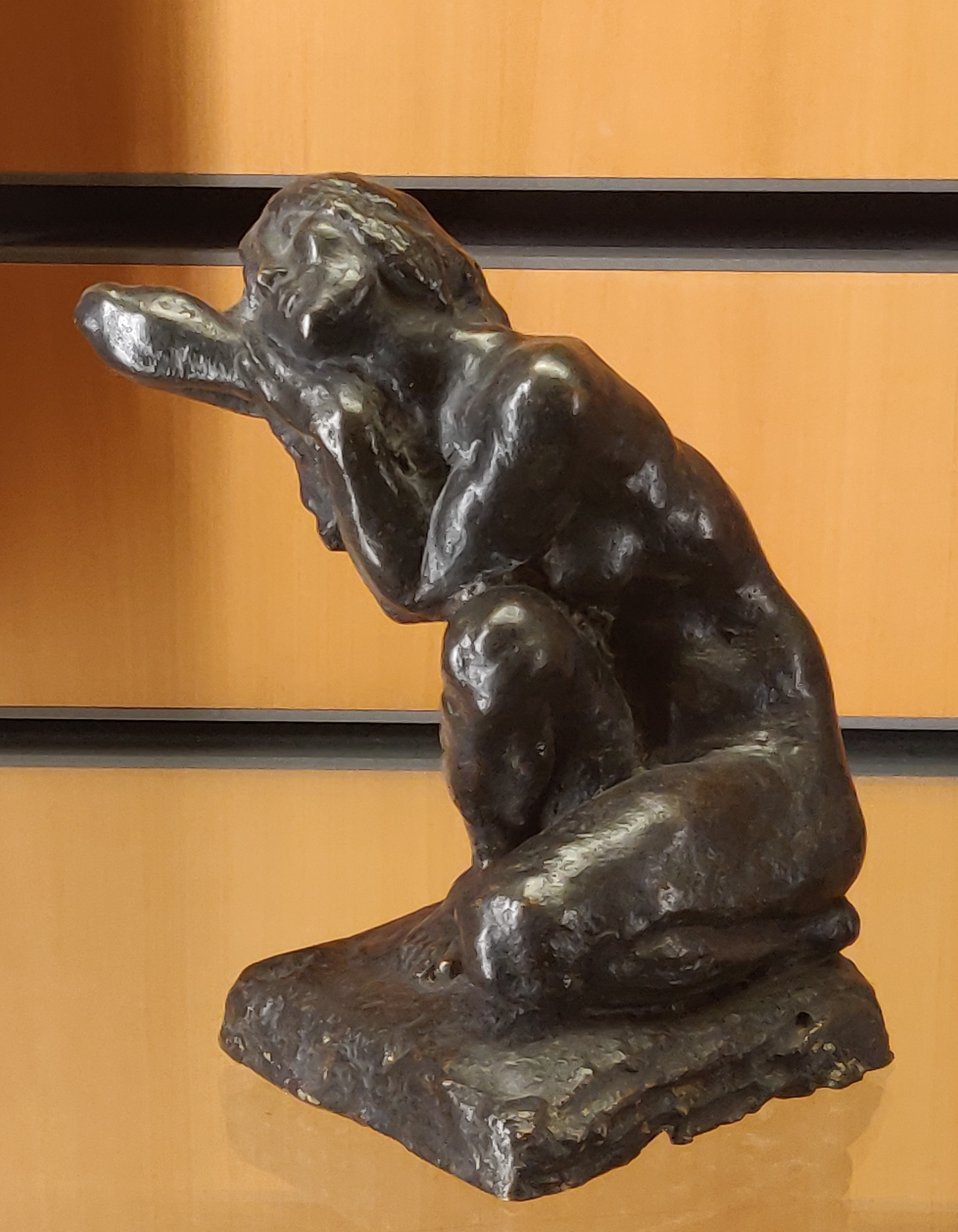
Étude de femme agenouillée salle des objets d'art du Musée des Beaux-Arts de Lyon.

### Sculptures
- 1913, Portrait de Myriam, plâtre.
- 1913, Jeanne, bronze.
- 1914, Autoportrait, bronze.
- 1914, Sagesse, tête en bronze.
- 1914, La petite Sphinge, plâtre.
- 1916, Idée fixe, terre cuite patinée. Musée des Beaux-Arts de Lyon[6].
- 1916, Maquette de jet d'eau, groupe en plâtre.
- 1916, Sainte Marie égyptienne dans le désert, terre cuite.
- 1916, La femme et sa chimère", groupe en terre cuite.
- 1916, La Rivale, terre cuite.
- 1917, Portrait de Melle P., plâtre.
- 1917, Une maquette pour Ophélie, plâtre.
- 1917, Mme L. de L, petite buste en bronze.
- 1918, Masque de sculpteurs,
- 1918, Melle X, terre cuite.
- 1918, Le doute, terre cuite.
- 1918, Un geste de Napierkowska, terre cuite.
- 1918, Vierge, terre cuite.
- 1919, Étude de femme agenouillée, bronze à la cire perdue. Musée des Beaux-Arts de Lyon[7].
- 1919, La danse des esclaves, terre cuite.
- 1920, La danse devant l'idole, terre cuite.
- 1920-1921, Danse funèbre, terre cuite. Musée des Beaux-Arts de Lyon[8].
- 1925, La Sérénité, terre cuite. Acquise par la ville de Lyon.

### Autres
- 1911 : Paysanne de Rochetaillée, pastel.
- 1914 : Les Papillons noirs, pastel.
- 1924 : Pavlova, poupée, Musée des Beaux-Arts de Lyon[9].
- 1924 : Ida Rubinstein, poupée, Musée des Beaux-Arts de Lyon[10].

### Récompense
- 1913 : Mention honorable pour Portrait de Myriam présenté au Salon de la Société lyonnaise des Beaux-arts.